# Toros III. Kilikijski
Toros III. (armensko Թորոս Երրորդ, latinizirano: Toros III, dob. 'Teodor') je bil kralj Armenskega kraljestva Kilikije, ki je vladal od leta 1293 do 1296, * okoli 1270, † 23. julij 1298. 
Bil je sin kralja Leona II. Kilikijskega in Kirane Lampronske. Leta 1293 je njegov brat Hetum II. abdiciral v njegovo korist, potem pa je Toros leta 1295 Hetuma ponovno poklical na prestol kot sovladarja. Brata sta leta 1296 v Konstantinopel pripeljala svojo sestro Rito Armensko, da bi jo poročila z bizantinskim cesarjem Mihaelom IX. Paleologom. Na poti domov ju je v Bardzrberdu ujel in zaprl njun brat Smbat I., ki je v njuni odsotnosti uzurpiral prestol. Torosa je 23. julija 1298 v Bardzrberdu na Smbatov ukaz zadavil armenski maršal Ošin. 

## Družina
Toros je bil dvakrat poročen. Prvič se je poročil 9. januarja 1288 z Margareto Lusignansko (ok. 1276–1296), hčerko ciprskega kralja Huga III. Edini sin iz tega zakona je bil Leon III., ki je na prestolu nasledil svojega strica Hetuma II.
Leon je vladal od leta 1303 do 1307, ko ga je skupaj s stricem na pojedini umoril mongolski general Bilargu. 

## Sklic
1. ↑  Geanakoplos 1975, str. 43.
2. ↑  Edbury 1994, str. 37.